# Bloch MB.150
O Bloch MB.150 (mais tarde de MB.151 até MB.157) foi um caça monoplano francês, todo em metal, com trem de aterragem retráctil e cockpit fechado. Foi desenvolvido pela Société des Avions Marcel Bloch em resposta a uma competição lançada pelo Ministério da Aviação Francês, em 1934, para um novo caça para o Armée de l'Air. Foi usado pelos franceses até ao verão de 1940, quando foram derrotados pela Alemanha Nazi.

## Origens e protótipos
Desenhada por Avions Marcel Bloch em Courbevoie, a aeronave fez seu primeiro voo em 4 de maio de 1937 em Villacoublay com André Curvale nos controles.
No início de 1938, o MB 150 foi selecionado juntamente com o Morane-Saulnier M.S.406 para o reequipamento acelerado das unidades de combate francesas. A primeira aeronave foi entregue incompleta aos esquadrões (capota temporária do motor, mira não instalada, coletores de escape sem tubos, etc.). Consequentemente, era impossível usar a aeronave nas operações e, em 1º de setembro de 1939, dois dias antes da França entrar em guerra, apenas o esquadrão número 1 do grupo de caça GC I / l começou a pilotar o MB 152.

## Produção e experiência operacional
Apesar de seu raio de ação limitado, sua fraca capacidade de manobra em altitude e a falta de potência de seu motor, o MB 152 provou ser uma aeronave muito robusta, muito mais capaz de suportar danos do que os outros tipos em serviço. Segundo seus usuários, era uma plataforma de tiro muito estável e rápida em atingir altas velocidades em um mergulho. Quando a guerra foi declarada, 249 MB 151 e 152 haviam deixado as linhas de montagem. Em 10 de maio de 1940, 140 MB 151 e 363 MB 152 haviam sido aceitos pela Força Aérea Francesa e dezesseis MB 151 haviam sido alocados à Força Aérea Naval Francesa. O MB 152, que era o caça de maior uso na época do Armistício, estava prestes a ser substituído por aeronaves mais modernas. Uma tentativa para dotar este avião de tanques auxiliares de combustível, a fim de permitir sua transferência para a África do Norte, foi descoberta e desmantelada pelas autoridades alemãs (Angelucci, 1975, p.92).
Dos 632 Bloch aceitos pela Força Aérea Francesa até o final de 1940, restavam apenas 320 aeronaves. Em seis semanas, cerca de 270 Bloch haviam sido destruídos em combate ou abandonados em face do inimigo que avançava. Das vinte e cinco aeronaves encomendadas pela Força Aérea Grega Real em dezembro de 1939, apenas nove MB 151 foram entregues e designados ao 24º Grupo de Caças, com sede no aeródromo Thriasson Eleusinos, para defender Atenas e Pyrea. O MB 155, uma versão aprimorada do MB 152, foi colocado em produção em série e um pequeno número foi construído. As versões MB 153 (1939) e MB 157 (1942) nunca progrediram além do estágio do protótipo.

## Variantes
| Variante | Características | Nº produzidos |
| -------- | --- | ------------- |
| MB.150   | Protótipo MB.150.01 motorizado por um simples motor Gnome-Rhône 14N-07                                                                                                   | 1             |
| MB.151   | Protótipo MB.151.01 e MB.151.C1 de produção inicial motorizado com um Gnome-Rhône 14N-35                                                                                 | 144           |
| MB.152   | Protótipo MB.152.01 e MB.152.C1 versão atualizada construída em paralelo com a versão MB.151.C1, esta versão possuía motorização Gnome-Rhône 14N-25 de 1 050 hp (783 kW) | 482           |
| MB.153   | Protótipo MB.153.01 com motor Pratt & Whitney R-1830 Twin Wasp | 1             |
| MB.154   | Versão proposta com motor Wright R-1820 Cyclone | Não produzido |
| MB.155   | Protótipo MB.155.01 convertido a partir de um MB.152 seguido da versão de produção MB.155.C1 com motor Gnome-Rhône 14N-49                                                | 35            |
| MB.156   | Versão proposta com motor Gnone-Rhône 14R | Não Produzido |
| MB.157   | Protótipo de versão avançada convertida de um MB.152 e motorizado com um Gnone-Rhône 14R-4 de 1 580 hp (1 180 kW)                                                        | 1             |